# Elías Fernández Albano
Elías Fernández Albano, né en 1845 à Santiago et mort le 6 septembre 1910 dans la même ville, est un homme d'État chilien, président provisoire du Chili du 16 août 1910 à sa mort.